# Država blagostanja
Država blagostanja je forma vladavine u kojem država štiti i promoviše ekonomsko i socijalno blagostanje građana, zasnovano na principima jednakih mogućnosti, pravične raspodele bogatstva i javne odgovornosti za građane koji ne mogu obezbede minimalne uslove za dobar život. Sociolog T. H. Maršal opisao je modernu državu blagostanja kao prepoznatljivu kombinaciju demokratije, blagostanja i kapitalizma.
Kao tip mešovite ekonomije, država blagostanja finansira vladine institucije za zdravstvo i obrazovanje zajedno sa direktnim naknadama koje se isplaćuju pojedinim građanima. Savremene države blagostanja uključuju Nemačku, Francusku, Belgiju i Holandiju, kao i nordijske zemlje, koje koriste sistem poznat kao Nordijski model. Različite implementacije države blagostanja svrstavaju se u tri kategorije: (i) socijaldemokratske, (ii) konzervativne i (iii) liberalne.
Država blagostanja (швед. Folkhemmet) je politički koncept koji se najčešće odnosi na period švedske istorije od 1932 – 1976. godine kada je švedska Socijaldemokratska stranka (швед. Sveriges socialdemokratiska arbetareparti, skraćeno Socialdemokraterna; doslovno, „Socijaldemokratska radnička partija Švedske“ i „Socijaldemokrate“) bila na vlasti i izgradila jak sistem socijalne zaštite. Osnovna vizija Socijaldemokrata bila je da stvore društvo koje će ličiti na malu porodicu, gde svi građani podjednako doprinose.

## Ideja švedske države blagostanja
Naziv „država blagostanja“ pojavio se tokom javne rasprave 1928. godine. Skovao ga je Per Albin Hanson (швед. Per Albin Hansson). Drugi predlog je bio „Dom građana“, ali se na kraju ipak odlučio za prvobitni naziv. Hanson je isticao da socijaldemokratska država mora da bude izgrađena na „čvrstom temelju demokratije“ i tako bude „država dobra za sve Šveđane“. Naziv je ukazivao na to da Švedska mora da postane „dom“ čitavog naroda, zajednica koja će počivati na uzajamnom razumevanju i jednakosti. Smatrao je da klasno društvo mora da postane društvo jednakih prava i dobrobiti.
Iako je ideja o „državi blagostanja“ nastala pre Drugog svetskog rata, sistematsko sprovođenje ove ideje započeto je tokom četrdesetih godina 20. veka. Ideja države blagostanja pojavila se u vreme kada se postavilo pitanje socijalizacije i podrazumevala je konačno odbacivanje tradicionalne ideje klasne borbe, koja je bila važna u ranoj fazi socijaldemokratskog pokreta. Umesto toga su socijaldemokrate prihvatile ideju planske privrede, onoga što će tokom 60-tih godina prošlog veka biti poznato pod imenom funkcionalni socijalizam. U takvom sistemu država kontroliše privredu putem zakona, umesto da je poseduje, državu blagostanja karakteriše i pojačana državna moć. Na taj način se izjednačavaju klasne protivrečnosti. Per Albin Hanson je tako tumačio demokratski oblik samouprave i to je bilo ključno za ovakav politički preokret.
Nakon izbora 1932. godine počela je realizacija ideja države blagostanja. Ideju su sprovodile sledeće stranke: Socijaldemokratska, zajedno sa delovima političkog centra, seoska stranka. Ove partije su delovale u dosluhu u periodu od 1936. do 1957. (osim tokom Drugog svetskog rata, 1945—1951). Saradnja je rezultovala uvođenjem zakona o penzijama (1935), pravom na dvonedeljni odmor (1938) i pravom na opšte zdravstveno osiguranje (1955). Osnovni cilj ovakve ekonomske politike, koja je u velikoj meri počivala na temeljima teorije stabilizacione politike liberalnog ekonomiste Džona Majnarda Kejnza (енгл. John Maynard Keynes), bilo je sprečavanje nezaposlenosti i sprovođenje planske privrede. Gorenavedene tvrdnje su formulisane u programu Socijaldemokratske partije koji kaže da „svim građanima osigurao životni standard ekvivalentan zajedničkom prihodu“.

## Poreklo
U širem značenju koje će mu Socijaldemokrate kasnije dati, ovaj pojam je inspirisan desničarom i stručnjakom političkih nauka, Rudolfom Ćelenom (šve. Rudolf Kjellén), koji je u to vreme važio za uglednog državnog teoretičara, posebno u Nemačkoj, gde su njegove ideje bile najrasprostranjenije. Nemački ekvivalent državi blagostanja u periodu između 2 rata nazivao se Volkgemeinsamschaft i postao je jednako povezan sa Nacionalsocijalističkom nemačkom radničkom partijom kao država blagostanja sa švedskom Socijaldemokratskom partijom.
Ernsta Vigfoša (šve. Ernst Wigforss), švedskog ministra finansija, izuzetno je ispirisalo 7 Ćelenovih predavanja iz 1910, u kojima je bilo reči o Ćelenovoj teoriji o državi kao organizmu, jednoj od njegovih najrasprostranjenijih teorija, a koju je Ćelen dalje razradio u svom delu „Država kao oblik života“ (šve. Staten som livsform) (1916). Vigfoš je sumirao Ćelenovu teoriju u pismu svom prijatelju Estenu Undenu (šve. Östen Undén), ističući kako Ćelen gradi svoju teoriju o državi na antrogeografskim temeljima, a u kojoj je najvažnija formula „Zemlja + nacija + društvo + pravo“.
Razlog zbog koga je Per Albin Hanson izabrao desničarski termin bio je predmet mnogih tumačenja. Prema Per Albinovom biografu, Andešu Isaksonu (šve. Anders Isaksson), on je tražio „objedinjujuću metaforu“ i bio je „očigledno veoma svestan potencijala ujedinjavanja doma, nacionalizma i socijalizma“, a preko doma naroda mogao je premostiti klasni identitet, stvoriti partiju za više klasa i „proširiti bazu birača“. Sten O Karlson (šve. Sten O Karlsson) u svom delu „Inteligentno društvo: Reinterpretacija socijaldemokratske istorije ideja„ (2001) (šve. Det intelligenta samhället: En omtolkning av socialdemokratins idéhistoria) ukazuje na to da se Hansonova retorika promenila posle 1932, kada je postao premijer i kada je počeo sve više da zastupa organski pogled na društvo; Hanson je smatrao da je jedan od najvažnijih zadataka demokratije da „ugasi klasni duh“ (tj. čak i višu klasu) u korist „građanskog duha“, uključujući vrednosti poput „brige“, „pravde“, „sloge“ i „humanosti“. Ujedinjenje demokratije i socijalizma je, prema Karlsonu, imalo psihološki značaj za Hansona, dok su ga savremenici iz partije sa više marksističkim stavovima, poput Artura Engberja (šve. Arthur Engberg), kritikovali zbog buržoazije i antimarksizma.
Na pitanje da li postoji ideološka povezanost između Hansona i Ćelena, različite analize dale su različite odgovore. Karlsonovo mišljenje je da postoje sličnosti u jednim i razlike u drugim stvarima, ali da podudarnosti ne bi bilo bez dekonstrukcije marksizma Nilsa Karlebija (šve. Nils Karleby), kao ni bez zagovaranja za funkcionalni marksizam, koji se zasniva na reformizmu. Idejni istoričar, Hans Dalkvist (šve. Hans Dahlqvist), pridružuje se onima koji misle da Ćelenovo i Hansonovo razumevanje države blagostanja nema mnogo veze jedno sa drugim. Frederika Lagergren (šve. Fredrika Lagergren) u svojoj knjizi „Sa druge strane Države blagostanja“ (šve. På andra sidan välfärdsstaten) tvrdi da su ovi pojmovi samo 2 karike u istoj, velikoj ideologiji države blagostanja, koje su iznele 2 različite osobe. Međutim, Isakson ističe da su Ćelenove „bombastične tirade“ o jakoj državi u „Državi kao obliku života“, obeležene „nagonom za samoodržanjem i rastom, željom za životom i željom za vlašću“, zapravo „nezamislive kao opisi Per Albinove države blagostanja“. Prema tome, postoje različita mišljenja o ovoj temi.

## Država blagostanja danas
Tradicionalne ideje i vrednosti na kojima je nastala država blagostanja pretrpele su velike promene u narednim decenijama. Period u kome su se sprovodila monetarna ekonomska politika završio se dolaskom desničarskih/konzervativnih partija na vlast 1991. godine. Naredni period karakterisao je porast nezaposlenosti i promene u vođenju državnih finansija i privredne politike. Nakon što je švedska Socijaldemokratska stranka ponovo došla na vlast 1994. godine započela je da preduzimanje mera da stabilizuje ekonomsko stanje. Nakon stabilizacije ekonomije, vlast je nastavla da pokušava da omogući visok životni standard i jednake šanse za sve. Po završetku kriznog perioda, u Švedskoj je opet počela da se vodi politika blagostanja.
Jedna od centralnih ideja Socijaldemokratske partije, pre svega premijera Jerana Persona (šve. Göran Persson), je bila tzv. „zelena“ država blagostanja. Njegova ideja bila je da se ekonomija, dobrobit naroda i ekološka svest mogu kombinovati u cilju stvaranja države blagostanja.
Stranka švedske demokrate (šve. Sverigedemokraterna, SD) se u nacionalističkom duhu takođe služi nekim idejama karakterističnim za koncept države blagostanja.

## Literatura
- Arts, Wil and Gelissen John (2002). „Three Worlds of Welfare Capitalism or More? A State-of-the-art report”. Journal of European Social Policy. 12 (2): 137—58. doi:10.1177/0952872002012002114.: 2:.
- Bartholomew, James (2015). The Welfare of Nations. Biteback. стр. 448. ISBN 9781849548304.
- Francis G. Castles;  . (2010). The Oxford Handbook of the Welfare State. Oxford Handbooks Online. стр. 67. ISBN 9780199579396.
- Esping-Andersen, Gosta; Politics against markets, Princeton, NJ: Princeton University Press (1985).[недостаје ISBN]
- Esping-Andersen, Gosta; "The Three Worlds of Welfare Capitalism", Princeton NJ: Princeton University Press (1990).[недостаје ISBN]
- Ferragina, E. et al. (2015) The Four Worlds of ‘Welfare Reality’ – Social Risks and Outcomes in Europe. Social Policy and Society, 14 (2), 287–307.
- Ferragina, Emanuele and Martin Seeleib-Kaiser, „Welfare Regime Debate: Past, Present, Futures?”. Policy & Politics. 39: 583—611. doi:10.1332/030557311X603592.: 39 (2011): 4: 583–611.
- Kenworthy, Lane. Social Democratic America. Oxford University Press. 2014.  9780199322510.
- Korpi, Walter; "The Democratic Class Struggle"; London: Routledge (1983).
- Koehler, Gabriele and Deepta Chopra; "Development and Welfare Policy in South Asia"; London: Routledge (2014).
- Kuhnle, Stein. "The Scandinavian Welfare State in the 1990s: Challenged but Viable." Kuhnle, Stein (2000). „The Scandinavian Welfare State in the 1990s: Challenged but Viable”. West European Politics. 23 (2): 209—28. doi:10.1080/01402380008425373.
- Kuhnle, Stein (2000). Survival of the European Welfare State. Routledge. ISBN 9780415212915.
- Rothstein, Bo (1998). Just institutions matter: the moral and political logic of the universal welfare state. Cambridge University Press.[недостаје ISBN]
- Radcliff, Benjamin (2013). The Political Economy of Human Happiness. New York: Cambridge University Press. ISBN 978-1-107-03084-8.. [недостаје ISBN]
- Rachel Reeves, Rachel, and Martin McIvor. „Clement Attlee and the foundations of the British welfare state.”. Renewal: A Journal of Labour Politics. 22. #3/4 (2014): 42+. „online”. Архивирано из оригинала 15. 12. 2018. г. Приступљено 25. 11. 2019.
- Tanner, Michael (2008). „Welfare State”.  Ур.: Hamowy, Ronald. The Encyclopedia of Libertarianism. Thousand Oaks, CA: SAGE; Cato Institute. стр. 540—42. ISBN 9781412965804. LCCN 2008009151. OCLC 750831024. doi:10.4135/9781412965811.n327.
- Van Kersbergen, K. "Social Capitalism"; London: Routledge (1995).
- Vrooman, J.C. "Regimes and Cultures of Social Security: Comparing Institutional Models through Nonlinear PCA"; International Journal of Comparative Sociology:, 53: 5–6 (2012): 444–77.

## Spoljašnje veze
- „An introduction to social policy”. Архивирано из оригинала 12. 5. 2005. г., Robert Gordon University
- Social Security Programs Throughout the World, SSA.gov
- „Race and Welfare in the United States” (PDF). Архивирано из оригинала (PDF) 24. 07. 2006. г. Приступљено 25. 11. 2019., Bryn Mawr College
- Calvo, García. Analysis of Welfare Society
- Shavell's criticism of social justice programmes
- Principles of Fairness versus Human Welfare: On the Evaluation of Legal Policy
- „Journal containing free daily information on welfare policies at local, national and EU level”. Архивирано из оригинала 04. 06. 2010. г. Приступљено 25. 11. 2019.
- Radcliff, Benjamin (25. 9. 2013). „Western nations with social safety net happier”.
- „Widefare: Asia's Emerging Welfare States Spread Themselves Thinly”. The Economist: Asia. 6. 7. 2013.
- Lee Hyo-sik (12. 2. 2010). „Korea Next to Last in Social Welfare Spending”. The Korea Times.
- Nadasen, Premilla (zima 2016). „How a Democrat Killed Welfare”. Jacobin.

### Podaci i statistike
- OECD
  - Health Policy and Data: Health Division
  - OECD – Social Expenditure database (SOCX)
  - Figures on wages and benefit systems in various OECD member states
- „The impact of benefit and tax uprating on incomes and poverty” (PDF). Архивирано из оригинала (PDF) 14. 05. 2013. г. Приступљено 25. 11. 2019.
- Contains information on social security developments in various EC member states from 1957 to 1978
- Contains information on social security developments in various EC member states from 1979 to 1989
- „Contains information on social assistance programmes in various EC member states in 1993” (PDF). Архивирано из оригинала (PDF) 16. 1. 2014. г.
- Contains detailed information on the welfare systems in the former Yugoslav republics